# Rivière au Chien
La rivière au Chien (en anglais : Dog River), est un cours d'eau qui coule dans le comté de Mobile dans l'État de l'Alabama.

## Géographie
La rivière au Chien a une longueur de 13 kilomètres. Elle subit l'influence des marais et son eau est saumâtre. La rivière est peu profonde est oscille entre 3 et 4 mètres de profondeur. Son bassin fluvial couvre une surface de 230 km2.
La rivière au Chien se jette dans le golfe du Mexique à travers la baie de Mobile près du fleuve Mobile.

## Histoire
La rivière fut dénommée ainsi à l'époque de la Nouvelle-France et de la colonisation de la Louisiane française. Henri de Tonti, Charles Rochon et les frères canadiens français Pierre Le Moyne et Jean-Baptiste Le Moyne de Bienville, arpentèrent la région des bouches des rivières au Chien et de la Mobile. Charles Rochon créa une vaste plantation le long de la rivière au Chien.
Après la perte de la Nouvelle-France en 1763, puis la vente de la Louisiane par Napoléon Ier en 1803 aux États-Unis, son nom fut anglicisé en Dog River.